# Список видов булавоусых бабочек Ленинградской области
Список булавоусых бабочек Ленинградской области включает все виды Булавоусых бабочек (Rhopalocera, все Дневные бабочки — Papilionoidea, в широком смысле), зарегистрированных в Санкт-Петербурге и Ленинградской области (Россия). Здесь представлены 107 видов (15 подсемейств из 5 семейств: Парусники, Нимфалиды, Белянки, Голубянки, Толстоголовки), что составляет около 30 % от фауны Дневных бабочек (316 видов) всей Восточной Европы. Список состоит из биноменов (двухсловных названий, состоящих из сочетания имени рода и имени вида) и указанных рядом с ними имени учёного, впервые описавшего данный таксон, и года, в котором это произошло. Также приводится его русское название.

## СемействоПарусники(Papilionidae)

### Papilioninae
Papilio machaon (Linnaeus, 1758) — Махаон

### Parnassiinae
Parnassius apollo (Linnaeus, 1758) — Аполлон обыкновенный
Parnassius mnemosyne (Linnaeus, 1758) — Мнемозина (бабочка)

## СемействоБелянки(Pieridae)

### Pierinae
Anthocharis cardamines (Linnaeus, 1758) — Зорька
Aporia crataegi (Linnaeus, 1758) — Боярышница
Pieris brassicae (Linnaeus, 1758) — Капустница
Pieris napi (Linnaeus, 1758) — Брюквенница
Pieris rapae (Linnaeus, 1758) — Репница
Pontia edusa (Fabricius, 1777)

### Dismorphiinae
Leptidea sinapis (Linnaeus, 1758) — Горошковая беляночка

### Coliadinae
Colias croceus (Geoffroy in Fourcroy, 1785) — Желтушка шафранная
Colias hyale (Linnaeus, 1758) — Желтушка луговая
Colias palaeno (Linnaeus, 1758) — Желтушка торфяниковая
Gonepteryx rhamni (Linnaeus, 1758) — Крушинница, или лимонница

## СемействоНимфалиды(Nymphalidae)

### Nymphalinae
Araschnia levana (Linnaeus, 1758) — Пестрокрыльница изменчивая
Euphydryas aurinia (Rottemburg, 1775)
Euphydryas maturna (Linnaeus, 1758) — Шашечница-Матурна
Inachis io (Linnaeus, 1758) — Павлиний глаз
Melitaea athalia (Rottemburg, 1775) — Шашечница аталия
Melitaea aurelia (Nickerl, 1850)
Melitaea cinxia (Linnaeus, 1758) — Шашечница цинксия
Melitaea diamina (Lang, 1789)
Melitaea didyma (Esper, 1779)
Melitaea phoebe (Denis & Schiffermüller, 1775) — Шашечница желтоватая
Nymphalis antiopa (Linnaeus, 1758) — Траурница
Nymphalis polychloros (Linnaeus, 1758) — Многоцветница садовая
Nymphalis urticae (Linnaeus, 1758) — Крапивница
Nymphalis vaualbum (Denis & Schiffermüller, 1775)
Nymphalis xanthomelas (Esper, 1781)
Polygonia c-album (Linnaeus, 1758)
Vanessa atalanta (Linnaeus, 1758) — Адмирал
Vanessa cardui (Linnaeus, 1758) — Репейница

### Limenitidinae
Limenitis camilla (Linnaeus, 1763)
Limenitis populi (Linnaeus, 1758)

### Apaturinae
Apatura ilia (Denis et Shiffermuller, 1775) — Переливница тополевая
Apatura iris (Linnaeus, 1758) — Переливница ивовая

### Heliconiinae
Argynnis adippe (Denis & Schiffermüller, 1775) — Перламутровка адиппа
Argynnis aglaja (Linnaeus, 1758)
Argynnis laodice (Pallas, 1771)
Argynnis niobe (Linnaeus, 1758) — Перламутровка ниоба
Argynnis paphia (Linnaeus, 1758) — Перламутровка большая
Boloria aquilonaris (Stichel, 1908)
Boloria dia (Linnaeus, 1767)
Boloria eunomia (Esper, 1799)
Boloria euphrosyne (Linnaeus, 1758) — Перламутровка Евфросина
Boloria freija (Becklin in Thunberg, 1791)
Boloria frigga (Becklin in Thunberg, 1791)
Boloria selene (Denis et Schiffermuller, 1775) — Перламутровка Селена
Boloria thore (Hübner, 1803)
Boloria titania (Esper, 1793)
Brenthis ino (Rottemburg, 1775)
Issoria lathonia (Linnaeus, 1758)

### Satyrinae
Aphantopus hyperantus (Linnaeus, 1758)
Coenonympha glycerion (Borkhausen, 1788) — Сенница глицерион
Coenonympha hero (Linnaeus, 1761)
Coenonympha pamphilus (Linnaeus, 1758)
Coenonympha tullia (Müller, 1764) — Сенница торфяная
Erebia embla (Becklin in Thunberg, 1791)
Erebia ligea (Linnaeus, 1758)
Hipparchia semele (Linnaeus, 1758)
Hyponephele lycaon (Rottemburg, 1775)
Lasiommata maera (Linnaeus, 1758) — Большая буроглазка
Lasiommata megera (Linnaeus, 1767) — Буроглазка Мегера
Lasiommata petropolitana (Fabricius, 1787) — Краеглазка петербургская (petropolitana означает «жительница Петрограда»)
Lopinga achine (Scopoli, 1763) — Желтоглазка придорожная
Maniola jurtina (Linnaeus, 1758)
Oeneis jutta (Hübner, 1806)
Pararge aegeria (Linnaeus, 1758) — Краеглазка Эгерия

## СемействоГолубянки(Lycaenidae)

### Хвостатки(Theclinae)
Callophrys rubi (Linnaeus, 1758) — Малинница
Neozephyrus quercus (Linnaeus, 1758)
Satyrium pruni (Linnaeus, 1758)
Satyrium w-album (Knoch, 1782)
Thecla betulae (Linnaeus, 1758)

### Червонцы(Lycaeninae)
Lycaena alciphron (Rottemburg, 1775) — Червонец альцифрон
Lycaena dispar (Haworth, 1803) — Червонец непарный
Lycaena helle (Denis et Schiffermuller, 1775)
Lycaena phlaeas (Linnaeus, 1761)
Lycaena virgaureae (Linnaeus, 1758)
Lycaena hippothoe (Linnaeus, 1761)

### Polyommatinae
Aricia artaxerxes allous (Fabricius, 1775)
Celastrina argiolus (Linnaeus, 1758)
Cupido minimus (Fuessly, 1775)
Cupido argiades (Pallas, 1771)
Everes alcetas (Hoffmannsegg, 1804)
Glaucopsyche alexis (Poda, 1761)
Maculinea alcon (Denis et Schiffermuller, 1775) — Голубянка алькон
Maculinea arion (Linnaeus, 1758)
Plebejus argus (Linnaeus, 1758)
Plebejus eumedon (Esper, 1780)
Plebejus idas (Linnaeus, 1761)
Plebejus optilete (Knoch, 1781)
Polyommatus amandus (Schneider, 1792)
Polyommatus damon (Denis et Schiffermuller, 1775)
Polyommatus icarus (Rottemburg, 1775) — Голубянка икар
Polyommatus semiargus (Rottemburg, 1775)
Pseudophilotes vicrama (Moore, 1865)

## СемействоТолстоголовки(Hesperiidae)

### Pyrginae
Erynnis tages (Linnaeus, 1758)
Pyrgus alveus (Hübner, 1803)
Pyrgus malvae (Linnaeus, 1758)
Pyrgus serratulae (Rambur, 1839)

### Hesperiinae
Carterocephalus palaemon (Pallas, 1771)
Carterocephalus silvicola (Meigen, 1830)
Hesperia comma (Linnaeus, 1758)
Heteropterus morpheus (Pallas, 1771)
Ochlodes sylvanus (Esper, 1777)
Thymelicus lineola (Ochsenheimer, 1808)
Thymelicus sylvestris (Poda, 1761)